# ملا هادی سبزواری
هادی سبزواری (۱۲۱۲–۱۲۸۹ هجری قمری) دانشمند علوم اسلامی و فیلسوف و عارف و شاعر و فقیه ایرانی است. سبزواری غزل‌های حکمی و عرفانی سروده است و در شعر «اسرار» تخلص می‌کرد. و مجموعه‌ای از منطق، الهیات و طبیعیات، علم النفس و فقه را به صورت منظوم فراهم آورده و آن را شرح کرده است. این کتاب شرح المنظومه نام گرفته است.

## زندگی‌نامه
او در سال ۱۲۱۲ هجری معادل ۱۷۹۷ میلادی در شهر سبزوار به دنیا آمد. پدرش میرزا مهدی سبزواری یکی از دانشمندان علوم اسلامی بود که در ده سالگی وی را از دست داد. هادی پس از فراگیری علوم مقدماتی، برای تکمیل درس به مشهد رفت. پس از آن برای تحصیل عرفان و فلسفه راهی اصفهان شد و در جلسات درس استادانی از جمله حسین سبزواری، محمدابراهیم کلباسی، محمدتقی رازی، ملا علی نوری و اسماعیل کوشکی حاضر شد و در قسمت حکمت اشراق استفاده کرد. وی در سال ۱۲۴۲ به مشهد بازگشت و پنج سال در مدرسه حاج حسن مشغول تدریس تفسیر، فقه و فلسفه شد. بعد در سبزوار مدت چهل سال مشغول تدریس می‌شود.
در دوره زندگی سبزواری، نام او به عنوان مهم‌ترین دانشمند اسلامی زمان خودش، مطرح بود.
دوره زندگی هادی سبزواری با ورود دوربین عکاسی به ایران و حکومت ناصرالدین شاه قاجار همزمان بود. به دستور ناصرالدین شاه، شخصی به نام آقا رضا خان اقبال‌السلطنه در سفر خراسان، مأمور شده تا از فیلسوف ایرانی یعنی حکیم سبزواری در منزلش عکاسی کند.

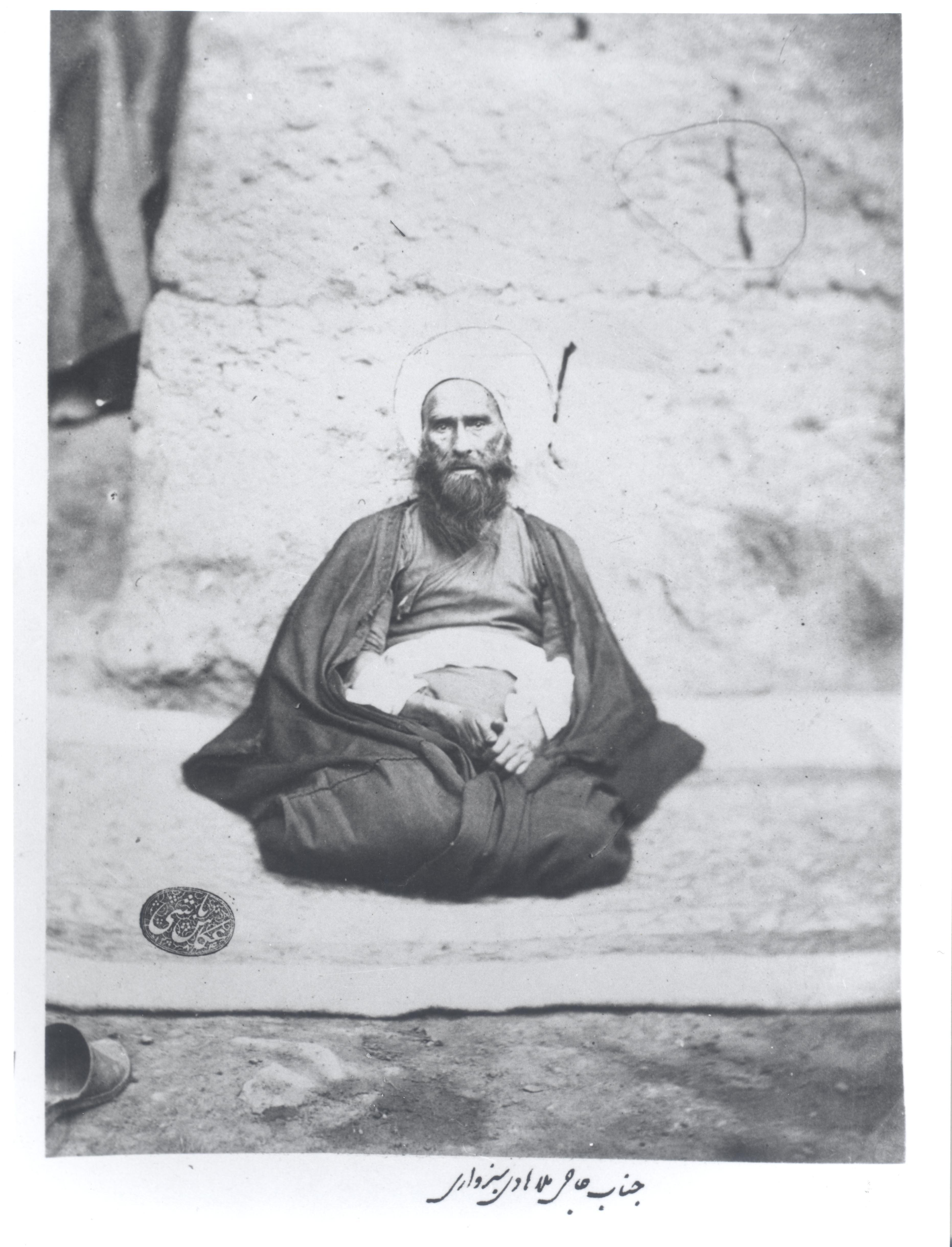
عکسی که آقا رضا عکاس‌باشی از ملاهادی سبزواری گرفته است.

آقا رضا عکاس‌باشی نخستین عکاس حرفه‌ای ایران و پیش‌خدمت خاصه (آجودان مخصوص ناصرالدین‌شاه)، حسب‌الامر عکسی از ملاهادی برداشت و چون ملاهادی تا این زمان، عمل عکاسی را ندیده بود و همچنین آن را مخالف قانون و براهین علمیه حکمای سلف می‌دید، به همین دلیل معتقد بود که چنین چیزی امکان ندارد، لذا پس از پایان عکاسی، و دیدن تصویر خودش، بسیار متعجب شد و نهایتاً این موضوع را تأیید نمود. عکاسان ایرانی اکثر روحانیون را در محل تدریس و زندگی شان عکاسی کرده‌اند. می‌توان تصاویر این گروه را گواهی برای تأیید عکاسی از سوی رهبران مذهبی در ایران دانست.

## درگذشت

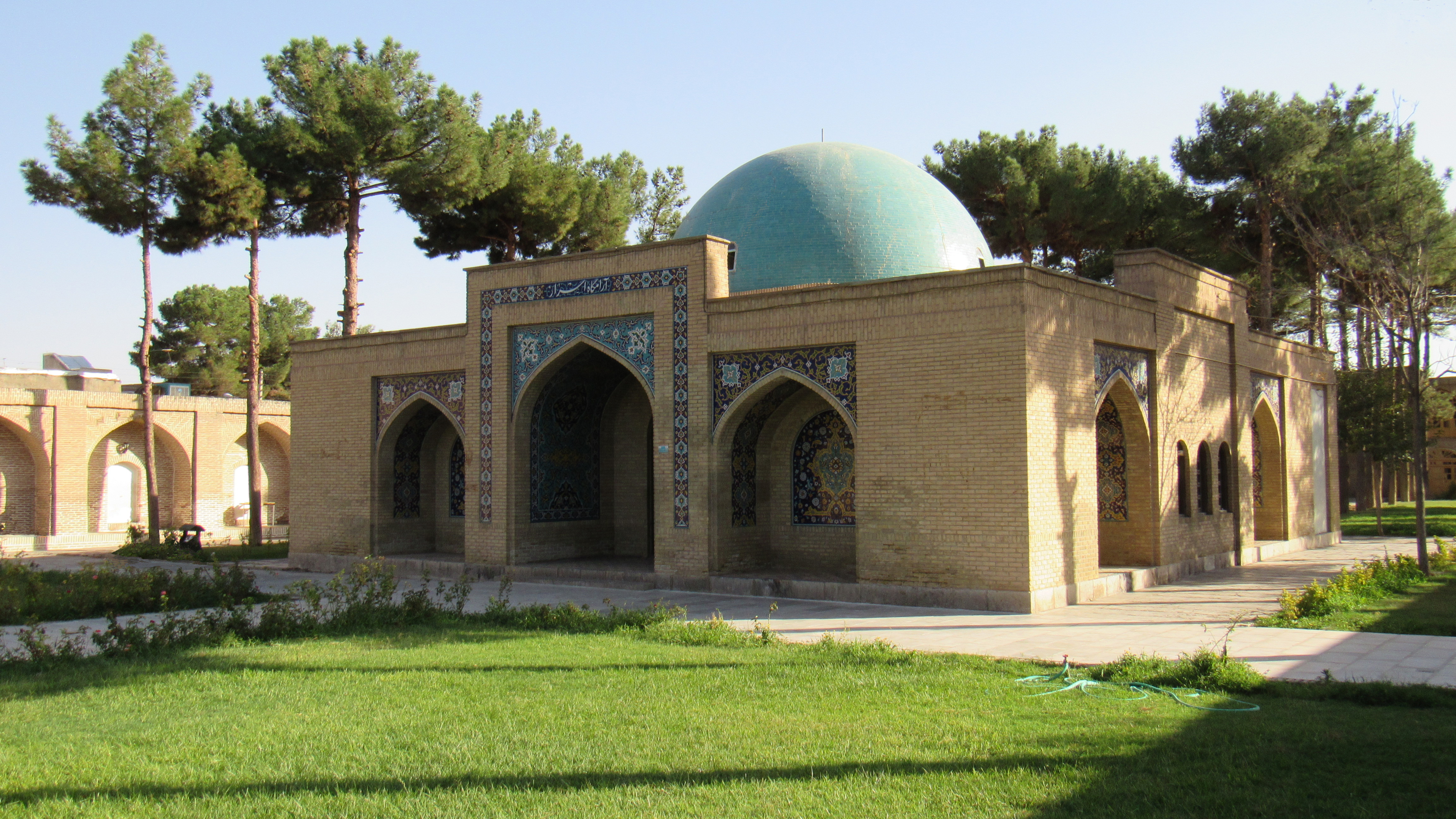
آرامگاه ملا هادی سبزواری

هادی سبزواری عصر روز بیست و پنجم ذی الحجه سال ۱۲۸۹ قمری در سن ۷۷ سالگی درگذشت. بنای آرامگاه ملاهادی سبزواری او در ضلع جنوبی میدان کارگر (مشهور به فلکه زند) شهر سبزوار واقع است.

## آراء فلسفی
اهمیت و سهم سبزواری عمدتاً در شرح دقیق و اعجاب‌انگیز حکمت متعالیه و گشودن مشکلات آن، و همچنین تداوم بخشیدن به این حکمت و به‌طور کلی حکمت اسلامی از طریق نگارش آثار فراوان و پرورش شاگردان متعدد است. با این حال، این بدان معنا نیست که حکیم سبزواری صرفاً یکی از سخنگویان برجسته حکمت صدرایی بوده و فاقد نوآوری فلسفی است. چرا که هرگاه فیلسوفی از تکرار سخن گذشتگان فراتر رود، نوآوری صورت گرفته است. 
از این رو، مواردی مانند ارائه تعریف یا تحلیل جدید، طرح پرسش‌های نو، نقد و ابطال یک رأی با اقامه استدلال جدید بر یک نظریه، کشف ابعاد تازه‌ای از یک نظریه، طرح نظریه‌ای جدید، تأسیس شاخه‌ای نو در فلسفه، و در نهایت ارائه یک نظام فلسفی می‌تواند به عنوان اشکال نوآوری فلسفی محسوب شود . 
بر این اساس، سبزواری از این حیث که جنبه‌های کلی و اساسی فلسفه صدرالمتألهین را پذیرفته و آثاری که پدید آورده و آرایی که برگزیده از پهنه حکمت متعالیه بیرون نیست، به تأسیس مکتبی جدید در فلسفه اسلامی نپرداخته، حکیمی نوآور محسوب نمی‌شود؛ اما این نیز درست نیست که وی صرفاً به تکرار تقلیدوار نظرات سلف خود قناعت ورزیده و از خود هیچ ابتکار فلسفی نداشته باشد. بلکه او علاوه بر شرح و بیان دلنشینی که در تفهیم نکات حکمی معمولاً بر قلم او جاری می‌شود، در بسیاری از زمینه‌ها نوآوری‌های قابل توجهی نیز دارد. 
برخی از این نوآوری‌ها پس از وی مورد توجه و بحث و بررسی قرار گرفته‌اند، اما برخی دیگر که تعداد آن‌ها کم نیست، جایگاه درخور خود را در تاریخ فلسفه اسلامی نیافته‌اند. در حالی که اگر بخواهیم جایگاه واقعی سبزواری در فلسفه اسلامی را مشخص کنیم و سیر تاریخی مسائلی را که وی در آن‌ها سخنی نو گفته است به درستی بشناسیم، باید هر یک از آن نوآوری‌ها را به تفصیل معرفی، تحلیل و بررسی کنیم.
کتاب «نوآوری‌های فلسفی حکیم سبزواری» به همین منظور و برای روشن‌تر شدن سهم و تأثیر حکیم سبزواری در نوآوری و تکامل فلسفه نگاشته شده است. 
ضمنا «منظومه حکیم ملا‌هادی سبزواری» مهم‌ترین کتاب حکمی فلاسفه متأخر پس‌از «اسفار» ملاصدراست که شامل یک دوره موجز از فلسفه و حکمت متعالی است.
شایان ذکر است که آثار ملا‌هادی سبزواری، خصوصا منظومه حکمت، مجموعه‌ای از تعالیم ناب فلسفی و عرفانی بزرگانی همچون شهاب‌الدین سهروردی، ابن‌عربی، ابن‌سینا، فارابی و دیگر فلاسفه و عرفای نامی است.
لازم به ذکر است که عمده منابع تألیفات او را کتاب‌های اسفار ملاصدرا، قبسات میرداماد، شرح خواجه نصیر‌الدین طوسی و حکمت‌الاشراق سهروردی تشکیل داده است. البته تعمق و تأمل عمیق او در آیات الهی، احادیث و ادعیه مأثوره و توجه خاص او به تعالیم پرمحتوای دینی به فلسفه او رنگ‌وبوی تقدس و الهی بخشیده است.

## استادان
- ملا علی نوری
- محمدتقی رازی
- محمدابراهیم کلباسی
- اسماعیل درب‌کوشکی[۱]
- محمدعلی نجفی[۲۴]

## شاگردان
حکیم سبزواری علاوه بر حوزه علمیه کرمان نزدیک چهل سال در حوزه علمیه مشهد به تدریس پرداخته و حاصل این تلاش پرورش شاگردان بسیاری بوده است. در اینجا تنها به اسامی تنی چند از آنان اشاره می‌شود:
1. آخوند ملا محمد فرزند ارشد حکیم.
2. آخوند ملا محمد کاظم خراسانی
3. ملا محمد کاظم سبزواری.
4. آقا شیخ علی فاضل تبتی.
5. شاهزاده جناب.
6. آیة الله حاج میرزا حسین مجتهد سبزواری.
7. ملا علی سمنانی.
8. آقا سید احمد رضوی پیشاوری هندی.
9. ملا عبدالکریم قوچانی.
10. شیخ ابراهیم طهرانی معروف به شیخ معلم.
11. ملا محمد صادق حکیم.
12. شیخ محمد حسین معروف به جرجیس.
13. آقا حسین ابن ملا زین العابدین.
14. میرزا اسماعیل ملقب به افتخار الحکماء طالقانی.
15. میرزا علینقی ملقب به صدرالعلماء سبزواری.
16. سید عبدالغفور جهرمی.
17. میرزا حسین امام جمعه کرمانی.
18. آیة الله حاج میرزا ابوطالب زنجانی.
19. حاج شیخ ملا اسماعیل عارف بجنوردی.
20. حاج میرزا حسن حکیم داماد حاج ملا هادی.
21. وثوق الحکماء سبزواری.
22. حاج ملا اسماعیل ابن حاج علی اصغر سبزواری.
23. میرزا اسدالله سبزواری.
24. شیخ عبدالاعلی سبزواری.
25. شیخ علی اصغر سبزواری.
26. فاضل صد خرومی سبزواری.
27. میرزا ابراهیم شریعتمدار سبزواری.
28. فاضل مغیثه‌ای سبزواری.
29. سید عبدالرحیم سبزواری.
30. ملا محمد رضا سبزواری متخلص به روغنی.
31. ملا محمد صادق صبّاغ کاشانی.
32. شیخ محمد ابن ملا اسماعیل کاشانی.
33. میرزا آقا حکیم دارابی.
34. آقا میرزا محمد یزدی معروف به فاضل یزدی.
35. ملا غلام حسین شیخ الاسلام.

۳۶. میرزا عباس حکیم.

## آثار
ملاهادی سبزواری حدود ۸۰ اثر دارد که بعضی از آنها به چاپ رسیده است.
- اسرار الحکم فی المفتتح و المختتم (معروف به أسرار الحکم که انتشارات مولی آن را به چاپ رسانده)
- النبراس فی اسرار الاساس (منظومه فقه)
- نبراس الهدی (شرح النبراس فی أسرار الأساس)
- دیوان اشعار به تصحیح و مقدمه و تعلیقات سید حسن امین
- الراح القراح (راح الافراح) در علم بدیع
- الرحیق در علم بدیع
- مفتاح الفلاح و مصباح النجاح (شرح دعای صباح)
- رسائل حکیم سبزواری
- منظومه و شرح منظومه سبزواری، شناخته شده‌ترین اثر سبزواری که در واقع تلخیصی منظم از اسفار ملاصدرا است، مشابه کتاب تحفة الحکیم محمدحسین غروی اصفهانی
- هدایة الطالبین (در معرفت پیامبران و پیشوایان اسلام)
- رساله‌ای در محاکمات ما بین محسن فیض کاشانی
- رساله‌ای در مشارکت حد و برهان (به عربی)
- دیوان اسرار (دیوان اشعار فارسی و عرفانی و اخلاقی هادی سبزواری)
- کتابی مختصر در مبدا و معاد
- کتاب المقیاس
- اسرار العبادات (جزء دوم کتاب اسرار الحکم)

### شروح و تعلیقات
- حاشیه و تعلیقه بر اسفار اربعه
- حاشیه بر الشواهد الربوبیة فی المناهج السلوکیه
- حاشیه بر شرح سیوطی الفیة ابن مالک
- حاشیه بر کتاب «شوارق» (لاهیجی)
- حاشیه بر کتاب مفاتیح الغیب ملاصدرا
- حاشیه بر مبدأ و معاد ملا صدرا
- شرح دعای جوشن کبیر
- شرح فارسی بر برخی از ابیات مشکل مثنوی معنوی
- شرح حدیث علوی
- شرح عربی به زبده شیخ بهایی
- حاشیه بر شرح اصول کافی ملا صدرا
- حاشیه بر شرح تجرید العقائد (تألیف لاهیجی)
- شرح کتاب الأبحاث فی تحصیل العقیدة

### نمونه اشعار
| دلدار چو مغز است و جهان جمله چو پوست |  | ناید به نظر مرا به جز جلوه دوست، |
| مردم ره کعبه و حرم پیمایند           |  | در دیده اسرار همه خانه اوست.     |

نمونه شعر دیگر:
| دل را به تمنّا ز تو دیدار و دگر هیچ |  | قانع بتماشاست ز گلزار و دگر هیچ      |
| دارم ز تو امید که از بعد وفاتم     |  | آیی به مزارم همه یک بار و دگر هیچ    |
| بس ناوک دلدوز تو آمد بمن ای گل     |  | خواهد دمد از تربت من خار و دگر هیچ   |
| ای مرغ چگویم که بگوئیش غرض فهم     |  | حسرت زده بنشین لب دیوار و دگر هیچ    |
| در لوح وجود از همه نقشی که نگارند  |  | بینم الف قامت دلدار و دگر هیچ        |
| بلبل بچمن خوش‌دل و قمری بسر سرو     |  | در هر دو جهان ما و غم یار و دگر هیچ  |
| بیجاست مداوای طبیبان بچشانم        |  | یک شربت از آن لعل شکر بار و دگر هیچ  |
| مهر تو کجا وین دل چون ذره به تمثیل |  | تو یوسف و ما زال خریدار و دگر هیچ    |
| پندی شنو از بنده و بر خور ز خداوند |  | هرگز دلی از خویش میازار و دگر هیچ    |
| گر هست هوایت که خوری آب حیاتی      |  | بر باد ده این پردهٔ پندار و دگر هیچ   |
| اسرار اگر محرم اسرار نهانی         |  | در کون و مکان یار ببین یار و دگر هیچ |

یادبود
۸ اسفندماه روز بزرگداشت ملا هادی سبزواری است و همچنین دانشگاه حکیم سبزواری در سبزوار نیز به نام وی نامگذاری شده است.

## گفتاوردها
آرتور دو گوبینو (فیلسوف فرانسوی):
 «شهرت او به قدری عالمگیر شده که طلاب زیادی از ممالک هندوستان، ترکیه و عربستان برای استفاده از محضر او به سبزوار رو آورده و در مدرسه او مشغول تحصیل هستند.»
اقبال لاهوری:
 «پس از ملاصدرا، فلسفه ایرانی با ترک آیین نو افلاطونی، به فلسفه اصیل افلاطون روی آورد. نماینده بزرگ این گرایش جدید ملا هادی سبزواری است. او بزرگ‌ترین متفکر عصر اخیر ایران است؛ بنابراین بررسی فلسفه او برای شناخت نحوه تفکر اخیر ایران لازم است. فلسفه سبزواری مانند فلسفه‌های اسلاف او سخت با دین آمیخته است. سبزواری با اسناد فعلیت به حق، جهان بینی ایستای افلاطون را دگرگون کرد و به پیروی از ارسطو حق را مبدأ ثابت و موضوع همه حرکات شمرد. از دیدگاه او همه موجودات عالم به کمال عشق می‌ورزند و به سوی غایت نهایی خود سیر می‌کنند.»
توشی‌هیکو ایزوتسو استاد فلسفه دانشگاه مک گیل کانادا:
 «حاج ملا هادی سبزواری متفکری است که اثر معروف «منظومه و شرح آن» از اوست و به اتفاق همگان بزرگ‌ترین فیلسوف ایرانی در قرن نوزدهم بود. در عین حال وی در میان استادان و بزرگان عارف آن عصر مقام اول را داشت.»